# Megaciudad

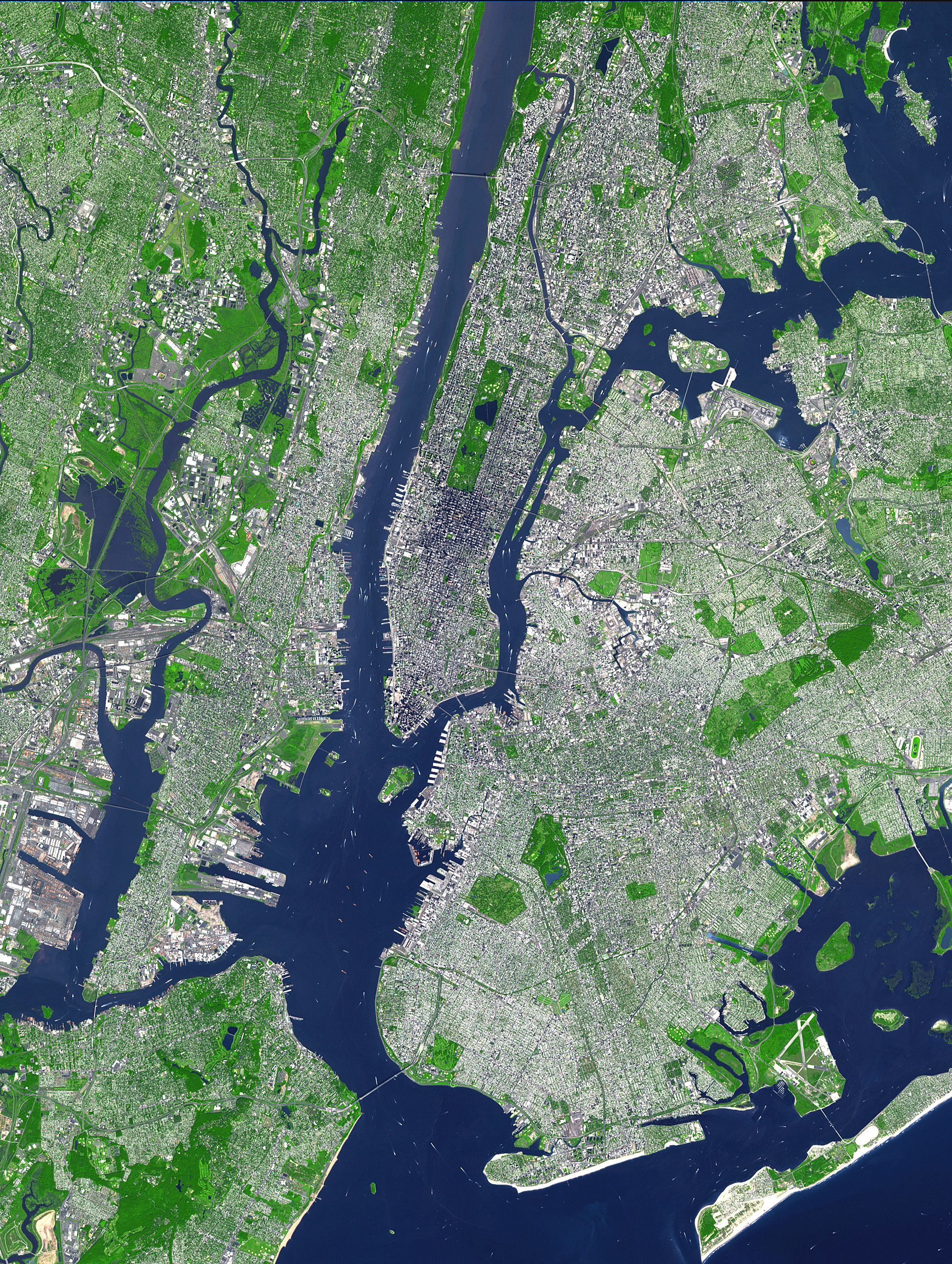
Imagen satelital del área metropolitana de Nueva York.

Una megaciudad es usualmente definida como un área metropolitana con más de 10 millones de habitantes. Algunas definiciones requieren también que tenga una densidad demográfica mínima de 2000 personas/km².[cita requerida] Puede estar formada por una, dos o más áreas metropolitanas que se han unido físicamente. Los términos conurbación y metroplex se aplican también a los casos de varias áreas urbanas unidas. Los términos megápolis y megalópolis a veces se utilizan como sinónimo de megaciudad. Las previsiones sugieren que hasta 2030 habrá 2000 millones de nuevos habitantes urbanos, fundamentalmente en Asia y en los países emergentes, de ahí que se empiece a utilizar la categoría «metaciudad» para las urbes con más de 20 millones de habitantes.

## Megaciudades

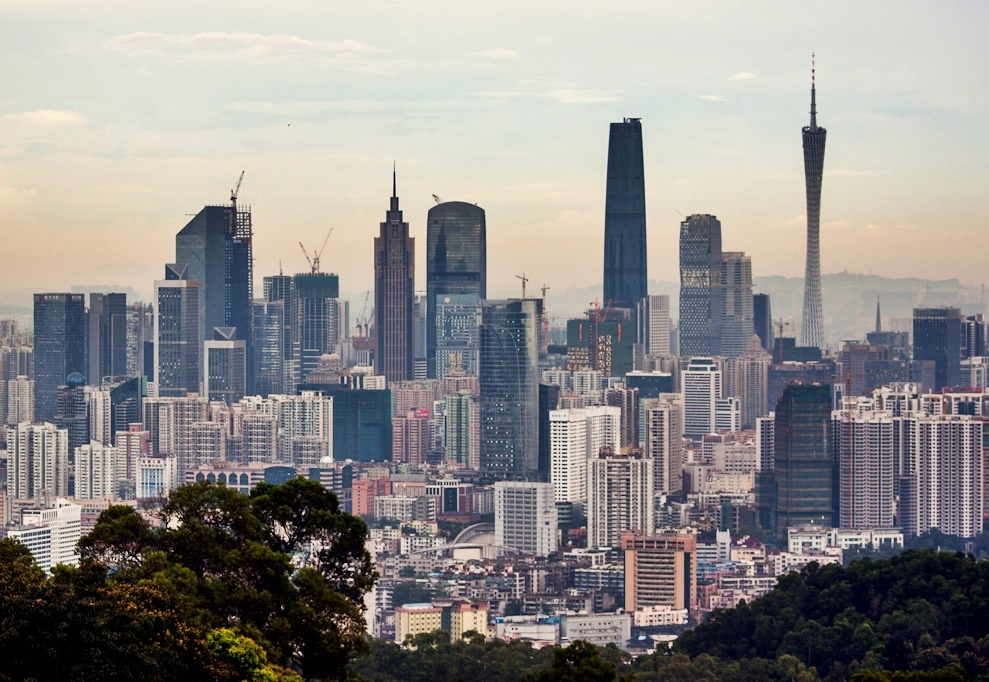
Cantón

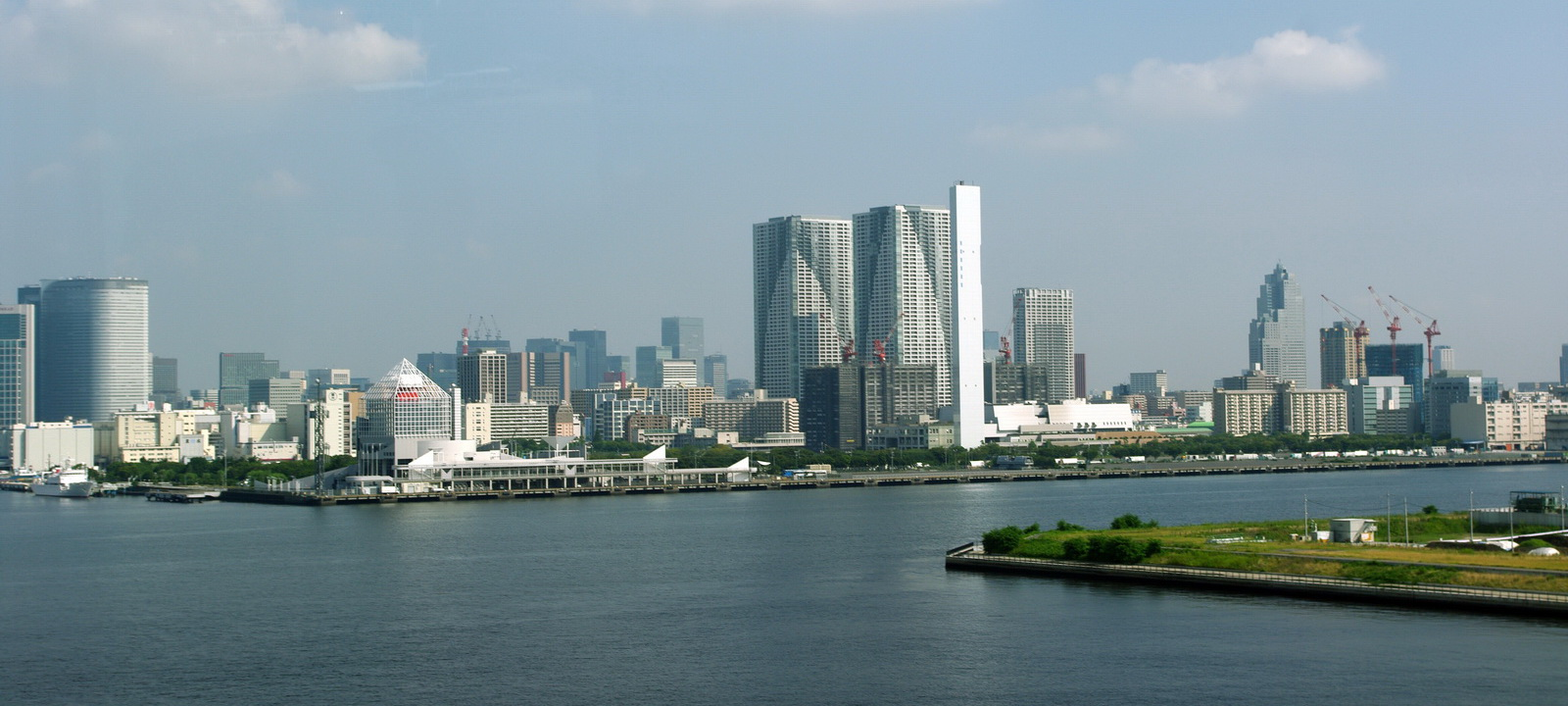
Tokio

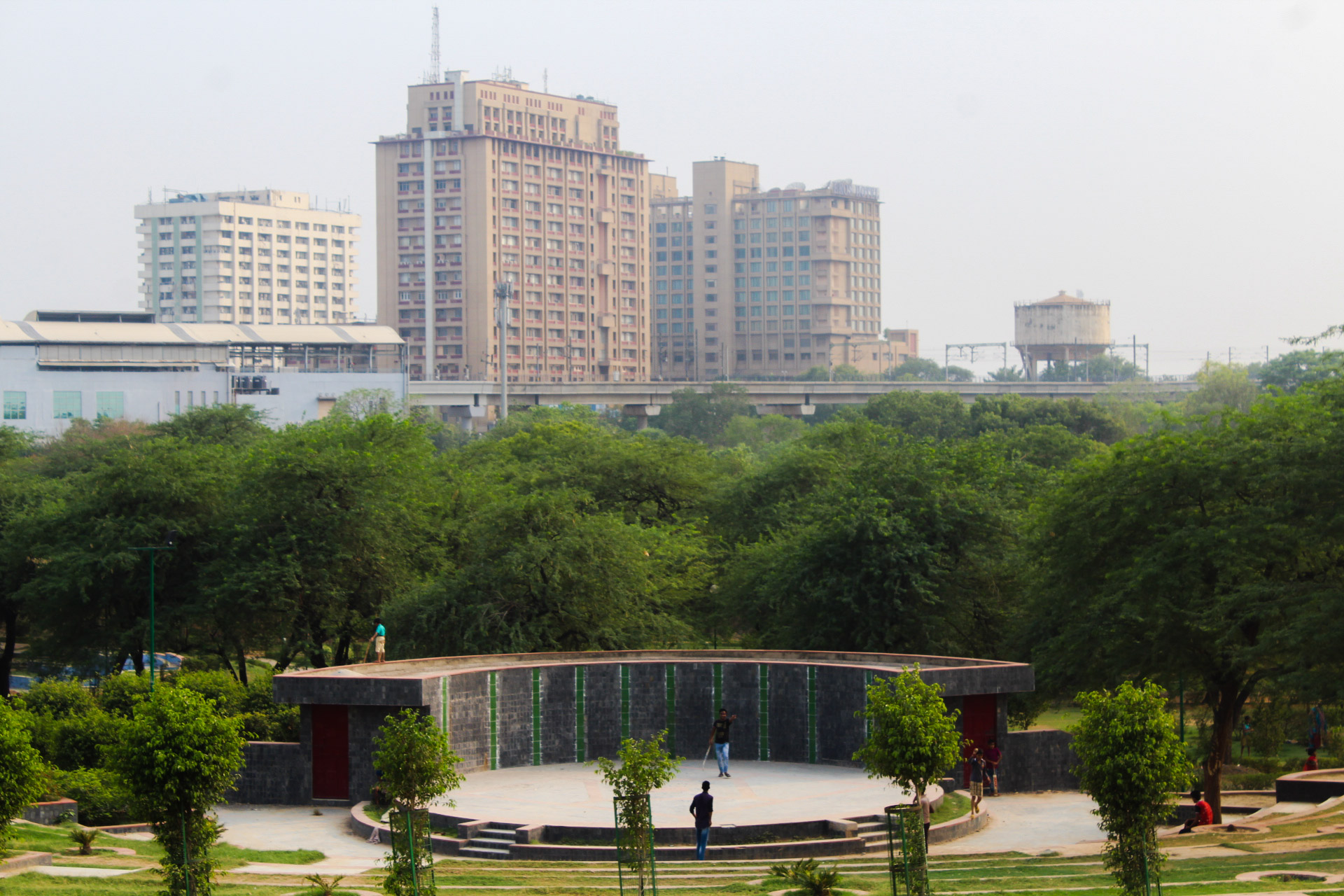
Delhi

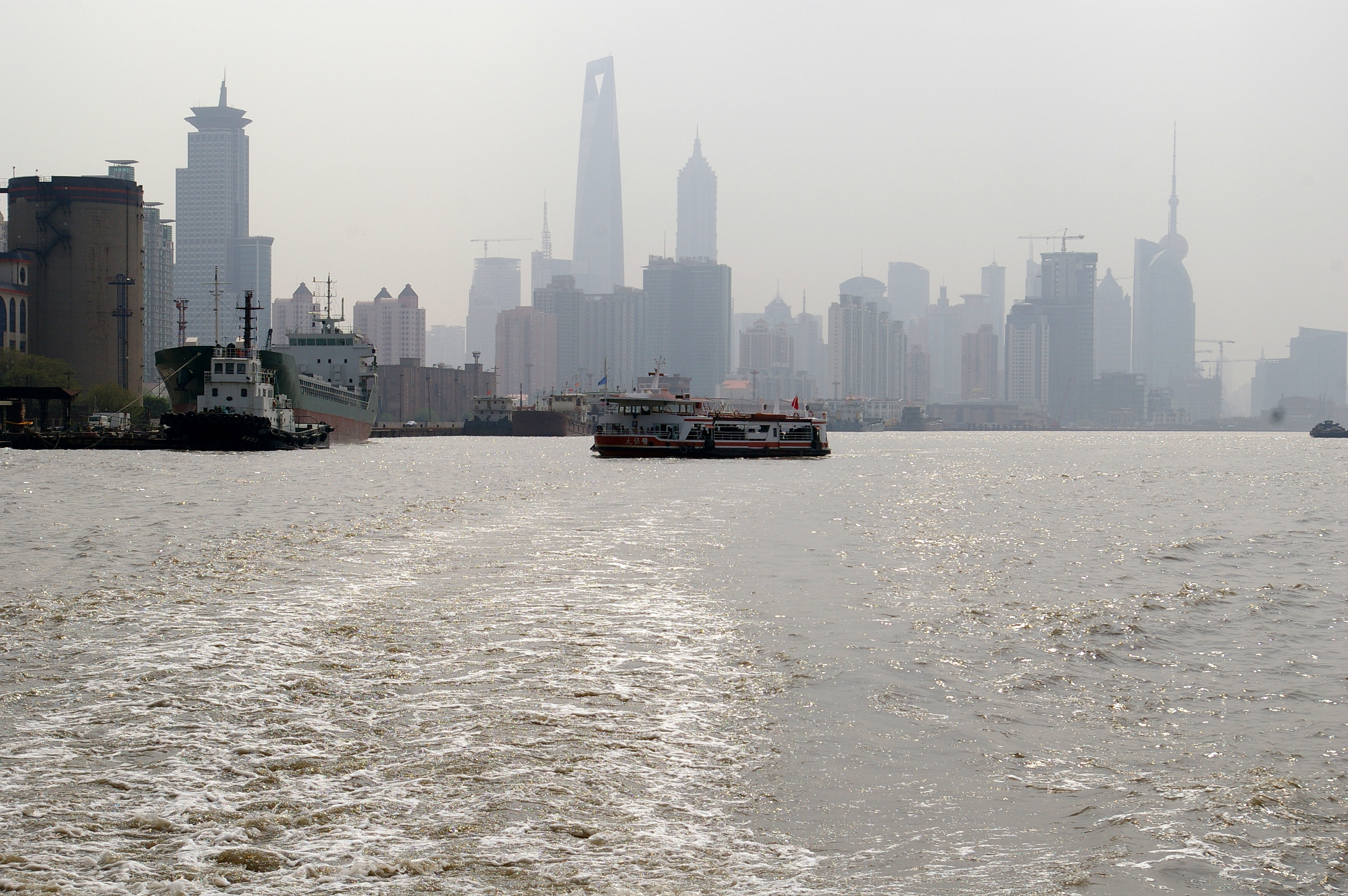
Shanghái

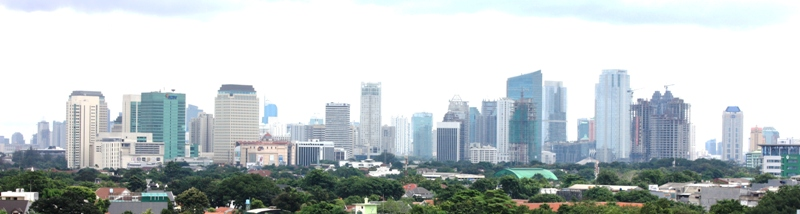
Yakarta

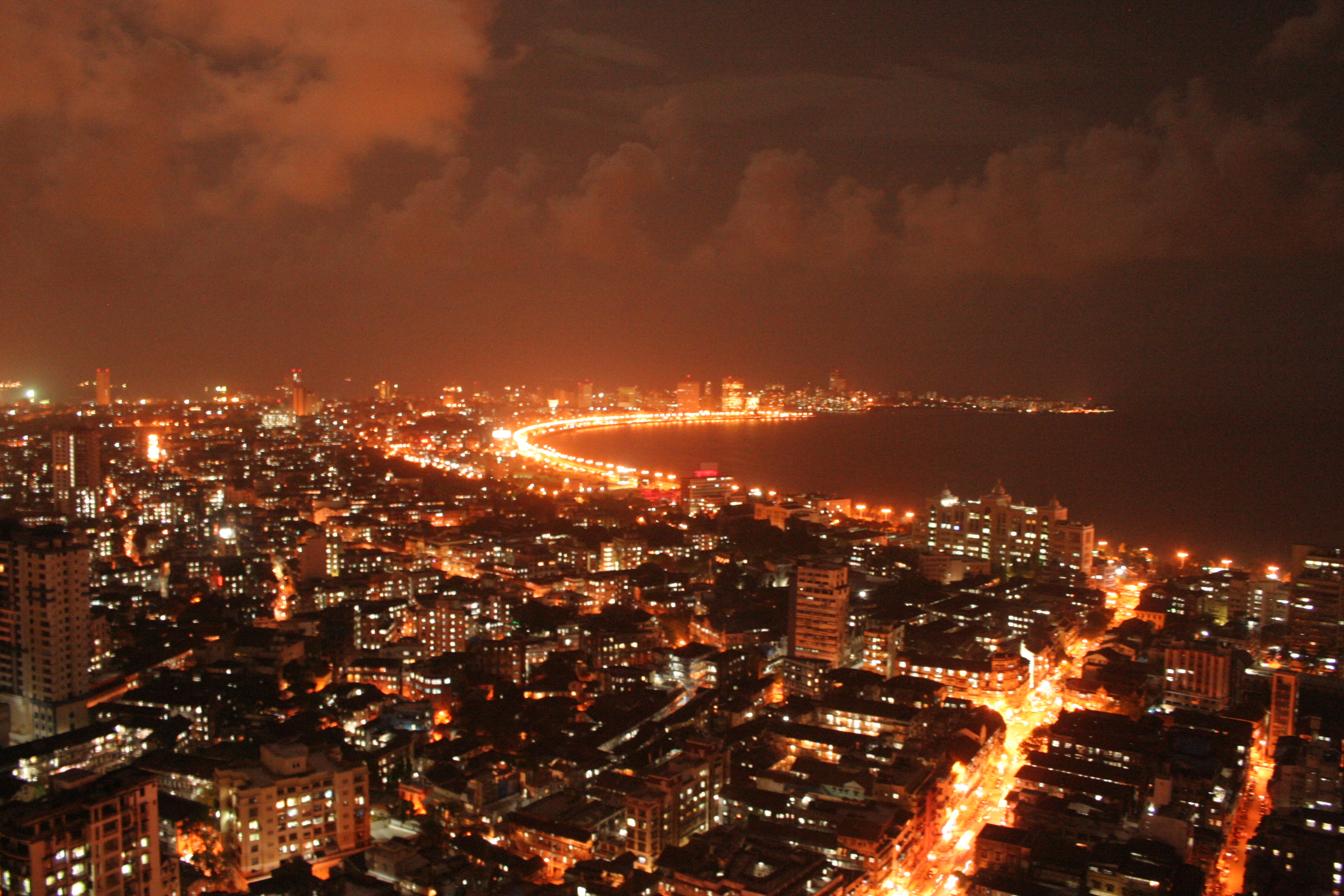
Bombay

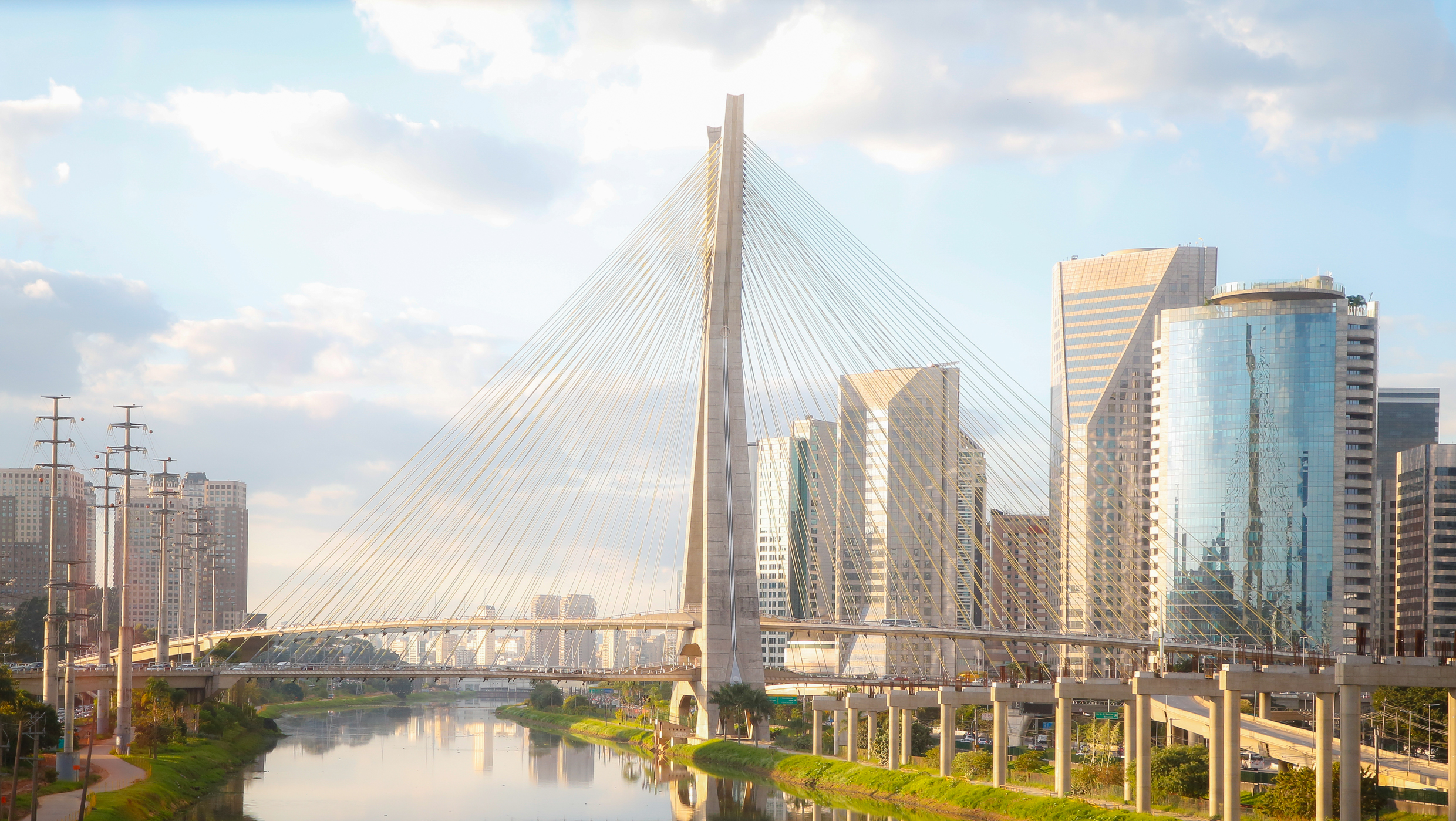
São Paulo

Este incremento tiene relación con la generalización del proceso de urbanización, que en muchos países ha superado el 75-85%.

Hasta 2017 la mayor megaciudad del mundo es el área de Guangzhou-Shenzhen, cuya población se estima en más de 48 millones de habitantes, dependiendo de las áreas que se consideren incluidas (habitualmente las estadísticas incluyen también las ciudades de Dongguan, Foshan, Jiangmen y Zhongshan).
Las diez megaciudades más grandes del mundo son:
- Cantón, China, (45 millones)
- Tokio, Japón, (40 millones)
- Delhi, India, (31 millones)
- Shanghái, China, (30 millones)
- Yakarta, Indonesia, (25 millones)
- Manila, Filipinas, (24 millones)
- Bombay, India, (24 millones)
- São Paulo, Brasil, (23 millones)
- Ciudad de México, México, (22 millones)
- Nueva York, EE.UU., (22 millones)
- Seúl, Corea del Sur, (20 millones)

Otras megaciudades (en 2017, en orden alfabético):
- Bangalore, India
- Bangkok, Tailandia
- Bogotá, Colombia
- Buenos Aires, Argentina
- Calcuta, India
- Chennai, India
- Daca, Bangladés
- El Cairo, Egipto
- Estambul, Turquía
- Johannesburgo, Sudáfrica
- Kinsasa, RD Congo
- Lagos, Nigeria
- Lahore, Pakistán
- Lima, Perú
- Londres, Reino Unido
- Los Ángeles, Estados Unidos
- Moscú, Rusia
- Nagoya, Japón
- Osaka-Kobe-Kyoto, Japón
- París, Francia
- Pekín, China
- Río de Janeiro, Brasil
- Teherán, Irán
- Tianjin, China
- Xiamen, China

Otras listas definen megaciudades como aglomerados urbanos en vez de áreas metropolitanas. Hasta 2017, encontramos más de 100 ciudades con esta definición.
Proyecciones de las Naciones Unidas indican que el surgimiento de nuevas megaciudades está decayendo desde 2005. Sin embargo, la expansión y fusión de áreas altamente urbanizadas podría mantenerse como una tendencia, ejemplificando con las siguientes zonas:
- Tokio-Nagoya-Osaka-Kōbe-Kioto
- Boston-Nueva York-Filadelfia-Baltimore-Washington (BosWash)
- Ciudad de México-Puebla-Tlaxcala-Toluca-Pachuca-Cuernavaca-Querétaro-Región Metropolitana del Bajío - (Megalopolis de México)
- Los Ángeles-San Diego-Tijuana
- Chicago-Milwaukee
- San José-San Francisco-Oakland (San Francisco Bay Area)
- Conjunto Metropolitano Extendido de São Paulo São Paulo-Campinas-Baixada Santista-Sorocaba-São Jose dos Campos-Jundiaí
- Gran Buenos Aires-La Plata-Rosario

Megaciudades emergentes en China (en orden decreciente de población)
- Delta del río Yangtsé (94 935 000 aprox.)
- Delta del río Amarillo y Mar de Bohai (78 420 000 aprox.)
- Delta del río Perla (61 480 000 aprox.)

Megaciudades emergentes en India (en orden decreciente de población)
- Corredor Lucknow-Kanpur-Barabanki (13 678 000)
- Corredor Bangalore-Mysore (12 000 000)
- Hyderabad-Secunderabad (6 000 000)
- Corredor Pune-Nashik (5 000 000)

## Megaciudades definidas como aglomerados
Otra lista también define a las megaciudades como aglomerados (de continua urbanización). Al año 2018, los aglomerados de más de diez millones de personas son los siguientes:
| Posición | Megaciudad       | País                            | Continente  | Población  |
| -------- | ---------------- | ------------------------------- | ----------- | ---------- |
| 1        | Guangzhou        | China                           | Asia        | 48 600 000 |
| 2        | Tokio            | Japón                           | Asia        | 39 800 000 |
| 3        | Shanghái         | China                           | Asia        | 31 100 000 |
| 4        | Yakarta          | Indonesia                       | Asia        | 28 900 000 |
| 5        | Delhi            | India                           | Asia        | 27 200 000 |
| 6        | Karachi          | Pakistán                        | Asia        | 25 100 000 |
| 7        | Seúl             | Corea del Sur                   | Asia        | 24 800 000 |
| 8        | Manila           | Filipinas                       | Asia        | 24 100 000 |
| 9        | Bombay           | India                           | Asia        | 23 600 000 |
| 10       | Ciudad de México | México                          | América     | 22 300 000 |
| 11       | Nueva York       | Estados Unidos                  | América     | 22 200 000 |
| 12       | Sao Paulo        | Brasil                          | América     | 21 900 000 |
| 13       | Pekín            | China                           | Asia        | 20 700 000 |
| 14       | Daca             | Bangladés                       | Asia        | 17 900 000 |
| 15       | Osaka            | Japón                           | Asia        | 17 800 000 |
| 16       | Los Ángeles      | Estados Unidos                  | América     | 17 700 000 |
| 17       | Lagos            | Nigeria                         | África      | 17 600 000 |
| 18       | Bangkok          | Tailandia                       | Asia        | 17 400 000 |
| 19       | Buenos Aires     | Argentina                       | América     | 17 220 000 |
| 20       | El Cairo         | Egipto                          | África      | 17 100 000 |
| 21       | Moscú            | Rusia                           | Europa      | 17 000 000 |
| 22       | Calcuta          | India                           | Asia        | 16 200 000 |
| 23       | Estambul         | Turquía                         | Asia/Europa | 14 600 000 |
| 24       | Londres          | Reino Unido                     | Europa      | 14 500 000 |
| 25       | Teherán          | Irán                            | Asia        | 14 000 000 |
| 26       | Johannesburgo    | Sudáfrica                       | África      | 13 100 000 |
| 27       | Río de Janeiro   | Brasil                          | América     | 12 700 000 |
| 28       | Tianjin          | China                           | Asia        | 11 800 000 |
| 29       | París            | Francia                         | Europa      | 11 300 000 |
| 30       | Kinshasa         | República Democrática del Congo | África      | 10 900 000 |
| 31       | Bangalore        | India                           | Asia        | 10 800 000 |
| 32       | Lahore           | Pakistán                        | Asia        | 10 500 000 |
| 33       | Nagoya           | Japón                           | Asia        | 10 500 000 |
| 34       | Chennai          | India                           | Asia        | 10 300 000 |
| 35       | Lima             | Perú                            | América     | 10 100 000 |
| 36       | Xiamen           | China                           | Asia        | 10 100 000 |

## Uso canadiense demegaciudad
En Canadá, durante los años 1990 se vio cómo las provincias de Ontario y Quebec fueron fusionadas de manera forzosa en nuevos municipios, más grandes. El proceso fue bautizado como megaciudad (megacity) por la prensa.
Ejemplos de megaciudades en Canadá incluyen:
- Toronto: los municipios que constituyen la Zona Metropolitana de Toronto fueron fusionados en el nuevo Toronto en 1998.
- Lagos Kawartha, Ontario :el primordialmente rural Condado de Victoria tenía sus pueblos, villas, y pequeñas ciudades que fueron fusionadas en una 'Megaciudad' en el 2000. El área tiene una población de solamente 70,000 (muchos millares menos que la cercana ciudad de Peterborough) y, aunque tiene un área de 3,059.22 km², sólo tiene una densidad de población de apenas 22.6 por km².
- Ottawa: los municipios que constituían la Zona Metropolitana de Ottawa-Carleton fueron fusionados en la nueva Ottawa en el 2001.
- Gatineau: Cinco municipios en el Suroeste de Quebec (Gatineau, Hull, Aylmer, Buckingham, y Masson-Angers) fueron fusionados en el nuevo Gatineau en el 2002.
- Montreal: todas las municipalidades de la isla de Montreal fueron fusionadas en una nueva Ciudad de Montreal, fusión que duró poco tiempo hasta el primero de enero de 2006 cuando una división parcial se llevó a cabo.

## Gobernabilidad
Las megaciudades enfrentan obstáculos sociales y ecológicos. Otras inquietudes son en cuanto a las responsabilidades de gasto y de movilización de recursos. En Asia y América Latina, las megaciudades manejan las funciones y responsabilidades de una provincia además de potestades políticas y económicas superiores a los municipios. Esto facilita políticas sociales e inversiones públicas. Sin embargo no todo ha sido de la misma manera: ha existido traspasos parciales otorgando responsabilidades fiscales y gasto, así como traspasos limitados que aún no asumen parcial o totalmente estas responsabilidades siendo cubiertas por el gobierno central. Otro de los problemas es la aclaración y separación de funciones en los países avanzados y en desarrollo. En muchos países, sobre todo de América Latina, se encuentran duplicadas funciones que en otras partes del mundo estarían atribuidas a un gobierno local.
Uno de los defectos de las grandes ciudades es la poca planificación urbana adecuada para proporcionar espacio, vivienda y servicios a la creciente población migrante: así, muchas ciudades devienen en barrios de emergencia, pues se presta muy poca atención o prioridad a las necesidades de los pobres. Otro de los problemas que enfrentan las ciudades es la falta de infraestructura o a la falta de mantenimiento - un sistema de alcantarillado moderno, una red de electricidad fiable, carreteras y puentes en buen estado-: esto a la larga se convertirán en obstáculos para el crecimiento económico. Finalmente, otro de los desafíos es si las instituciones puedan abordar todas sus funciones y estar cerca a los ciudadanos para proveer servicios. Estos deben proveerse por el sector privado, pues si no los modelos se crearían de arriba para abajo.